# Cantón de Montdidier
El cantón de Montdidier era una división administrativa francesa, que estaba situada en el departamento de Somme y la región de Picardía.

## Composición
El cantón estaba formado por treinta y cuatro comunas:
- Andechy
- Assainvillers
- Ayencourt
- Becquingy
- Bouillancourt-la-Bataille
- Boussicourt
- Bus-la-Mésière
- Cantigny
- Courtemanche
- Davenescourt
- Erches
- Ételfay
- Faverolles
- Fescamps
- Fignières
- Fontaine-sous-Montdidier
- Gratibus
- Grivillers
- Guerbigny
- Hargicourt
- Laboissière-en-Santerre
- Le Cardonnois
- Lignières
- Malpart
- Marestmontiers
- Marquivillers
- Mesnil-Saint-Georges
- Montdidier
- Piennes-Onvillers
- Remaugies
- Rollot
- Rubescourt
- Villers-Tournelle
- Warsy

## Supresión del cantón de Montdidier
En aplicación del Decreto n.º 2014-263 de 26 de febrero de 2014, el cantón de Montdidier fue suprimido el 22 de marzo de 2015 y sus 34 comunas pasaron a formar parte del nuevo cantón de Roye.